# 다마스커스 타이탄 유도탄 폭발사건
다마스커스 타이탄 유도탄 폭발사건(the Damascus Titan missile explosion)은 1980년 9월 19일, 미국 공군의 대륙간탄도유도탄 LGM-25C 타이탄 II의 액체연료가 폭발한 사건이다. 사건 발생장소는 아칸소주 다마스커스 시 북쪽 밴뷰런 군에 소재한 제374-7발사단지로, 아칸소 주도 리틀록에서 불과 80 킬로미터 떨어진 곳이었다.
사고가 일어난 발사단지는 리틀록 공군기지의 전략공군사령부 핵사일로로, 그 지휘계통은 제308무장체계비행단 제347전략유도탄비행중대였다. 아칸소 주에는 이것 말고도 핵사일로가 18개 더 있었다.

## 사고의 상세
1980년 9월 18일 화요일 오후 6시 30분경, 리틀록 공군기지 제374-7발사단지에서 추진제교환체계(PTS) 팀 소속의 공군 졸병 두 명이 타이탄 2호 유도탄의 산화제 탱크의 압력을 점검하고 있었다. 사일로 안으로 들어갈 때 시간이 모자라서, 토크렌치 대신 길이 0.9 미터의 래칫과 소켓을 가지고 갔다. 정비 도중 실수로 무게 3.6 킬로그램의 소켓이 떨어졌고, 소켓은 24 미터를 자유낙하하여 추력 마운트에 충돌한 뒤 튕겨나와 유도탄의 1단 연료탱크 껍질을 찢어 놓았다. 그리고 찢어진 곳에서 에어로진 50 연료가 뿜어져 나오기 시작했다.

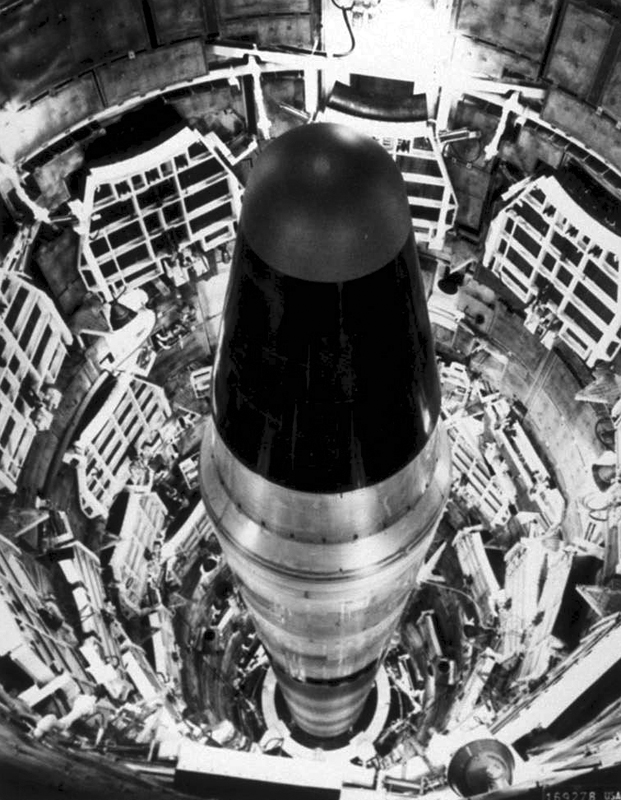
미사일 사일로에 장전된 타이탄 ICBM.

에어로진 50은 접촉점화성 추진제로, 산화제와 닿으면 그 즉시 불이 붙기 시작한다. 타이탄 2호의 산화제인 사산화 이질소는 유도탄의 1단 로켓 2층에 저장되어 있었다. 그리고 그 위의 2단 로켓에는 B53 핵폭탄이 탑재된 탄두가 있었다. 유도탄 발사단지 직원들과 PTS 팀은 제어실을 소개시키고, 군 및 민간의 대응반이 도착해 사태를 수습하려 시도했다. 텅 비어버린 추진제칸이 무게를 못 버티고 무너질 경우 산화제가 쏟아져 나와 이미 바닥에 고여 있는 추진제와 접촉할 위험이 컸고, 그것이 가장 큰 걱정거리였다.
다음날 새벽(9월 19일 금요일), PTS 팀원 두 명이 조사를 위해 사일로 내부에 들어갔으나, 기체 분석기가 공기가 폭발성 상태임을 가리켜 도로 빠져나오려 했다. 그 전에 환기 장치를 작동시키라는 명령이 내려졌고, 공군상병 데이비드 리빙스턴(David Livingston)이 그 명령을 수행하기 위해 사일로로 다시 들어갔다. 그리고 그 직후인 오전 3시 정각, 추진제가 폭발했다. 폭압으로 무게 740톤의 방폭문이 멀리 날아가고, 탄두를 실은 2단 로켓이 발사되었다. 사일로 밖으로 나온 2단 로켓은 폭발했고, 탄두는 발사단지 입구로부터 30 미터 떨어진 지점에 낙하했다. 안전장치가 제대로 작동하여 핵탄두가 폭발하지는 않았고, 방사능도 누출되지 않았다.
리빙스턴을 비롯해 현장에 있던 21명이 큰 부상을 입었고, 리빙스턴은 나중에 병원에서 죽어 병장 계급이 추서되었다. 발사단지는 폭발의 결과 완파되었다. 날이 밝자 공군은 탄두를 회수하여 리틀록 공군기지로 가져갔다. 제374-7발사단지는 퇴역 및 해산되었고, 그 부지는 현재 사유지가 되었다. 2000년 국립사적지로 지정되었다.